# Diocesi di Campina Grande

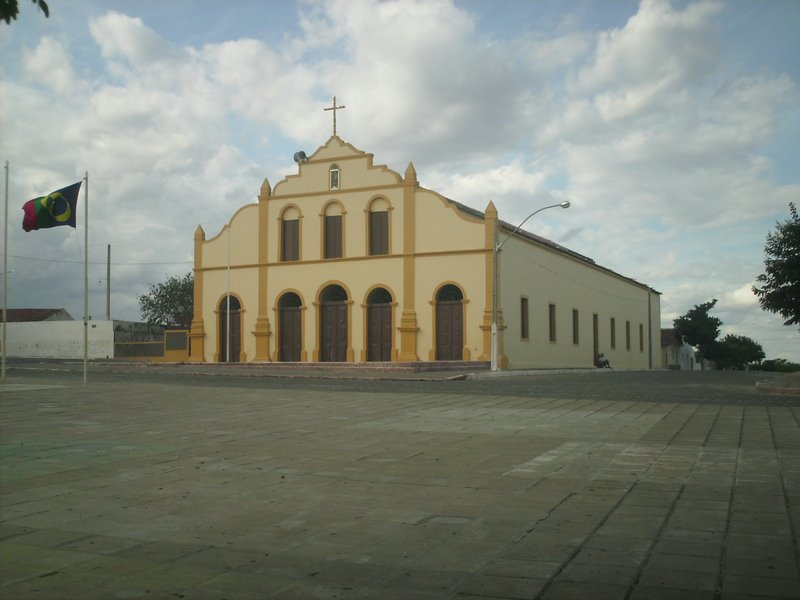
La chiesa parrocchiale di San Sebastiano a Gurjão.

La diocesi di Campina Grande (in latino: Dioecesis Campinae Grandis) è una sede della Chiesa cattolica in Brasile suffraganea dell'arcidiocesi della Paraíba. Nel 2021 contava 877.440 battezzati su 1.009.253 abitanti. È retta dal vescovo Dulcênio Fontes de Matos.

## Territorio
La diocesi comprende 61 comuni dello stato brasiliano della Paraíba: Campina Grande, Alagoa Nova, Alcantil, Amparo, Areial, Aroeiras, Baraúna, Barra de Santa Rosa, Barra de Santana, Barra de São Miguel, Boa Vista, Boqueirão, Cabaceiras, Camalaú, Caraúbas, Caturité, Congo, Coxixola, Cubati, Cuité, Damião, Esperança, Fagundes, Frei Martinho, Gado Bravo, Gurjão, Juazeirinho, Lagoa Seca, Massaranduba, Matinhas, Montadas, Monteiro, Natuba, Nova Floresta, Nova Palmeira, Olivedos, Ouro Velho, Parari, Pedra Lavrada, Picuí, Pocinhos, Prata, Puxinanã, Queimadas, Riacho de Santo Antônio, Santa Cecília, Santo André, São Domingos do Cariri, São João do Cariri, São João do Tigre, São José dos Cordeiros, São Sebastião de Lagoa de Roça, São Sebastião do Umbuzeiro, São Vicente do Seridó, Serra Branca, Soledade, Sossêgo, Sumé, Tenório, Umbuzeiro e Zabelê.
Sede vescovile è la città di Campina Grande, dove si trova la cattedrale dell'Immacolata Concezione (Nossa Senhora da Conceição).
Il territorio si estende su 19.878 km² ed è suddiviso in 60 parrocchie, raggruppate in 8 foranie: Città, Agreste I, Agreste II, Brejo, Cariri I, Cariri II, Curimataù, Sericar.

## Storia
La diocesi è stata eretta il 14 maggio 1949 con la bolla Supremum universi di papa Pio XII, ricavandone il territorio dall'arcidiocesi della Paraíba.
Il 17 gennaio 1959 ha ceduto una porzione del suo territorio a vantaggio dell'erezione della diocesi di Patos.

## Cronotassi dei vescovi
Si omettono i periodi di sede vacante non superiori ai 2 anni o non storicamente accertati.
- Anselmo Pietrulla, O.F.M. † (18 giugno 1949 - 11 maggio 1955 nominato vescovo di Tubarão)
- Otávio Barbosa Aguiar † (24 febbraio 1956 - 4 luglio 1962 nominato vescovo di Palmeira dos Índios)
- Manuel Pereira da Costa † (23 agosto 1962 - 20 maggio 1981 dimesso)
- Luís Gonzaga Fernandes † (9 luglio 1981 - 29 agosto 2001 ritirato)
- Matias Patrício de Macêdo (29 agosto 2001 succeduto - 26 novembre 2003 nominato arcivescovo di Natal)
- Jaime Vieira Rocha (16 febbraio 2005 - 21 dicembre 2011 nominato arcivescovo di Natal)
- Manoel Delson Pedreira da Cruz, O.F.M.Cap. (8 agosto 2012 - 8 marzo 2017 nominato arcivescovo della Paraíba)
- Dulcênio Fontes de Matos, dall'11 ottobre 2017

## Statistiche
La diocesi nel 2021 su una popolazione di 1.009.253 persone contava 877.440 battezzati, corrispondenti all'86,9% del totale.
| anno | popolazione | popolazione | popolazione | presbiteri | presbiteri | presbiteri | presbiteri                | diaconi | religiosi | religiosi | parrocchie |
| anno | battezzati  | totale      | %           | numero     | secolari   | regolari   | battezzati per presbitero | diaconi | uomini    | donne     | parrocchie |
| ---- | ----------- | ----------- | ----------- | ---------- | ---------- | ---------- | ------------------------- | ------- | --------- | --------- | ---------- |
| 1949 | ?           | 411.000     | ?           | 24         | 24         |            | ?                         |         |           |           | 19         |
| 1956 | 460.000     | 465.000     | 98,9        | 36         | 26         | 10         | 12.777                    |         | 11        |           | 25         |
| 1961 | 510.000     | 520.000     | 98,1        | 62         | 27         | 35         | 8.225                     |         | 29        | 100       | 25         |
| 1970 | 345.000     | 600.000     | 57,5        | 17         | 17         |            | 20.294                    | 3       |           |           | 29         |
| 1976 | 377.000     | 665.000     | 56,7        | 45         | 20         | 25         | 8.377                     | 3       | 48        | 118       | 30         |
| 1980 | 700.000     | 750.000     | 93,3        | 43         | 20         | 23         | 16.279                    | 3       | 32        | 115       | 31         |
| 1990 | 864.000     | 925.000     | 93,4        | 36         | 17         | 19         | 24.000                    |         | 39        | 120       | 30         |
| 1999 | 771.000     | 886.000     | 87,0        | 47         | 25         | 22         | 16.404                    |         | 34        | 153       | 32         |
| 2000 | 780.000     | 897.000     | 87,0        | 46         | 26         | 20         | 16.956                    | 2       | 32        | 153       | 33         |
| 2001 | 720.000     | 830.118     | 86,7        | 46         | 26         | 20         | 15.652                    | 3       | 32        | 136       | 34         |
| 2002 | 720.000     | 830.118     | 86,7        | 50         | 30         | 20         | 14.400                    | 2       | 32        | 138       | 34         |
| 2003 | 720.000     | 830.118     | 86,7        | 55         | 33         | 22         | 13.090                    | 2       | 38        | 135       | 34         |
| 2006 | 730.286     | 841.977     | 86,7        | 59         | 35         | 24         | 12.377                    | 1       | 73        | 102       | 36         |
| 2013 | 800.000     | 921.000     | 86,9        | 85         | 63         | 22         | 9.411                     | 1       | 66        | 65        | 50         |
| 2016 | 821.000     | 944.000     | 87,0        | 96         | 76         | 20         | 8.552                     | 3       | 47        | 52        | 57         |
| 2019 | 840.400     | 966.350     | 87,0        | 108        | 87         | 21         | 7.781                     | 2       | 61        | 30        | 64         |
| 2021 | 877.440     | 1.009.253   | 86,9        | 91         | 91         |            | 9.642                     | 27      | 14        | 30        | 60         |